# Alcide Djédjé

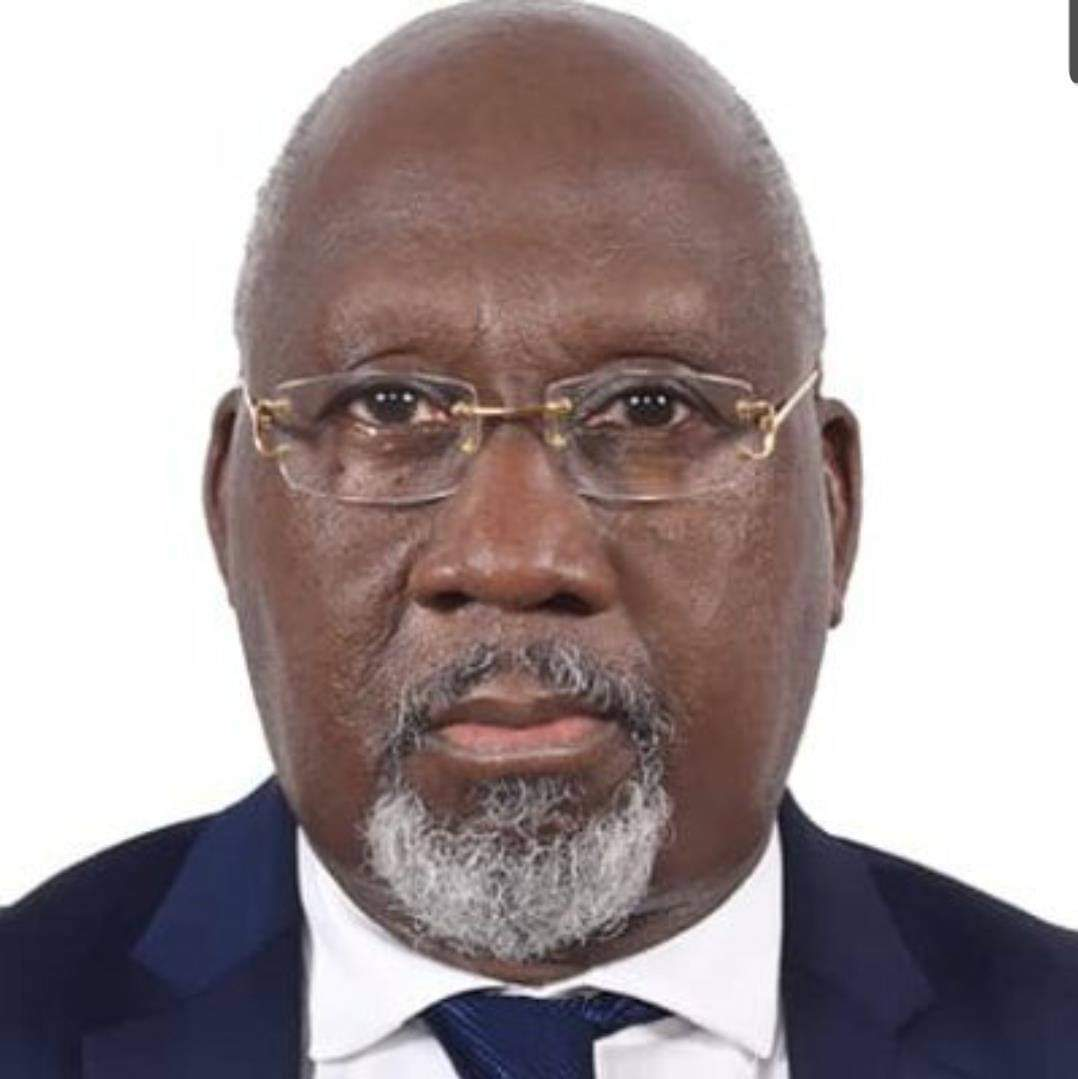
Alcide Djédjé (2020)

Alcide Djédjé (* 22. Oktober 1956 in Abidjan) ist ein Politiker und Diplomat der Elfenbeinküste. Er war von 5. Dezember 2010 bis 11. April 2011 der von Laurent Gbagbo ernannte Außenminister seines Landes in der Regierung Aké N’Gbo.

## Leben
Djédjé absolvierte ein Studium am Institut d’études politiques de Lyon und an der Ecole Nationale d’Administration in Abidjan, wo er sich dem Fachgebiet Diplomatie widmete.
Von 1987 bis 1991 übernahm er am Außenministerium verschiedene Funktionen im Bereich der Zusammenarbeit mit afrikanischen Staaten, der EU und den Vereinten Nationen. Danach wurde er als Forschungsbeauftragter in das Kabinett von Außenminister Amara Essy berufen. Von Juli 1994 bis Januar 2000 war Djédjé Erster Sekretär an der Botschaft der Elfenbeinküste in Südafrika. Von 2002 bis 2005 war er stellvertretender Direktor für Vorrechte und Immunitäten (ausländischer Diplomaten) im Außenministerium.
2007 war Djédjé als diplomatischer Berater des Präsidenten Laurent Gbagbo für die politischen Vereinbarungen von Ouagadougou zuständig. Danach war er bis zum 23. Dezember 2010 offizieller Vertreter der Elfenbeinküste bei der UNO, füllte die Funktion aber zuletzt im Zuge der Regierungskrise 2010/2011 nicht mehr aus. In der Funktion folgte ihm Youssoufou Bamba, auf Vorschlag von Alassane Ouattara, nach.
Von Dezember 2010 und April 2011 war Djédjé Außenminister in der Regierung Aké N'Gbo. Er war, gemeinsam mit Gbagbo, dessen Frau Simone und seinen Vertrauten Désiré Asségnini Tagro und Pascal Affi N’Guessan von, am 6. Januar 2011 beschlossenen, Sanktionen der Vereinigten Staaten betroffen. Alle seine Besitztümer wurden eingefroren und Firmen durften keine Geschäfte mit ihm machen.
2011 kehrte Djédjé aus dem Exil zurück. 2017 wurde er Berater des damaligen Außenministers Marcel Amon-Tanoh. Djédjé, der lange Zeit ein Funktionär der Partei Front Populaire Ivoirien (FPI) war, stand nun der Rassemblement des Houphouëtistes pour la Démocratie et la Paix nahe. 2018 gründete er eine eigene Partei, die Congrès pour la Consolidation de la République et le Développement (CONCORDE). Am 6. April 2021 wurde er zum Beigeordneten Minister, zuständig für die afrikanische Integration, in der ersten Regierung von Patrick Achi berufen.
2016 wurde Djédjé mit dem Ordre du Mérite et de la Solidarité ausgezeichnet.
Djédjé ist verheiratet und Vater von drei Kindern.